# Contea di Wajir
La contea di Wajir è una della 47 contee del Kenya situata nell'ex provincia Nordorientale.